# Leucosyke superfluens
Leucosyke superfluens är en nässelväxtart som beskrevs av Unruh. Leucosyke superfluens ingår i släktet Leucosyke och familjen nässelväxter. Inga underarter finns listade i Catalogue of Life.